# باشگاه ورزشی رنوون
باشگاه ورزشی رنوون یک باشگاه فوتبال حرفه‌ای سری‌لانکایی مستقر در کوتاهنا، کلمبو است. این باشگاه که در سال ۱۹۸۱ توسط برادران پیریس تأسیس شد، در حال حاضر در سوپر لیگ سری‌لانکا رقابت می‌کند.